# Делединский Льнозавод
Делединский Льнозавод — населенный пункт в Молоковском районе Тверской области.

## География
Находится в восточной части Тверской области на расстоянии приблизительно 11 км по прямой на северо-восток от районного центра поселка Молоково.

## История
Была отмечен на карте 1984 года. До 2015 года входил в Делединское сельское поселение, с 2015 по 2021 год в состав Молоковского сельского поселения до его упразднения.

## Население
Численность населения: 40 человек (русские 95 %) в 2002 году, 25 в 2010.